# Monument Nacional del Pont de l'Arc de Sant Martí
El Monument Nacional del Pont de l'Arc de Sant Martí (Rainbow Bridge National Monument (anglès), Monumento Nacional del Puente del Arco Iris (castellà), Tséʼnaa Naʼníʼáhí [pont de roca] o Na’nízhoozhí [arc de Sant Martí convertit en roca] (navaho)) és un monument nacional que protegeix un pont natural prop de 88 metres d'altura situat al sud-est de Utah als Estats Units. El monument està envoltat per l'Àrea Recreativa Nacional del Canyó Glen.
Els navajos creuen que el Pont de l'Arc de Sant Martí és un esperit que porta la pluja i els protegeix de perills tangibles i espirituals. D'acord amb aquestes creences, dues "Persones Arc de Sant Martí" (Rainbow People), un mascle i una femella, viuen a l'interior del pont. Aquests déus es van lliurar en pedra després que van ajudar dos nens navajos a creuar el canyó des de la terra dels déus cap a la terra dels éssers humans.